# Julius Bernhard Friedrich Adolph Wilbrand
Julius Bernhard Friedrich Adolph Wilbrand (ur. 22 sierpnia 1839, zm. 22 czerwca 1906) – niemiecki chemik. W 1863 wynalazł trotyl, lecz mieszanki używane jako materiał wybuchowy zostały opracowane później.
W 1863 dokonał przełomu odkrywając metodę nitrowania toluenu. Wcześniej, w 1860, Prussian E.Schulz opracował ją teoretycznie, lecz później uznał za zbyt skomplikowaną by stosować ją w praktyce.